# Liaoyang
Liaoyang (chiń. 辽阳; pinyin Liáoyáng) – miasto o statusie prefektury miejskiej w północno-wschodnich Chinach, w prowincji Liaoning, na wschód od miasta Anshan. W 2010 roku liczba mieszkańców miasta wynosiła 742 723. Prefektura miejska w 1999 roku liczyła 1 791 951 mieszkańców. Ośrodek przemysłu maszynowego, chemicznego, cementowego, papierniczego, włókienniczego i spożywczego.
Dawniej miasto nosiło nazwę Xiangping (襄平).

## Miasta partnerskie
- Los Gatos, Stany Zjednoczone
- Haman, Korea Południowa